# Перебродский сельсовет
Перебро́дский сельсовет (бел. Перабро́дскі сельсавет) — административная единица на территории Миорского района Витебской области Белоруссии. Административный центр  — деревня Перебродье.

## История
21 декабря 2024 года упразднены населённые пункты: хутор Леоновцы, хутор Рутковщина.

## Состав
Перебродский сельсовет включает 48 населённых пунктов:
- Алейники — хутор.
- Апанасенки — хутор.
- Борково — деревня.
- Буково — деревня.
- Буяново — деревня.
- Воробьево — деревня.
- Горушка — хутор.
- Гентово — хутор.
- Гизуны — хутор.
- Гуры Дроздовы — хутор.
- Дворище — деревня.
- Дедино — деревня.
- Хутор Дедино — деревня.
- Дрозды — хутор.
- Заболотье — деревня.
- Заполосье — деревня.
- Зачеревье — деревня.
- Игнатики — деревня.
- Каменполье — деревня.
- Кореники — деревня.
- Кричево — деревня.
- Лебедево — деревня.
- Линковщина — деревня.
- Липницы — хутор.
- Малявки — деревня.
- Мартиновцы — деревня.
- Мельница — деревня.
- Миорки 2 — деревня.
- Морозы — хутор.
- Мурашки — деревня.
- Нивники — деревня.
- Осада Дедино — деревня.
- Перебродье — деревня.
- Петкуны — деревня.
- Пилюченки — хутор.
- Подявы — деревня.
- Придорожье — хутор.
- Русское Село — деревня.
- Свидерщина — хутор.
- Федосовщина — хутор.
- Хороброво — деревня.
- Хмельники — хутор.
- Щелно — хутор.
- Явтерешки — деревня.
- Яново — деревня.
- Ясиновщина — хутор.

Упразднённые населенные пункты на территории сельсовета:
- Домовщино — хутор.
- Жуки — хутор.
- Ковалевщина — хутор.
- Котляровщина — хутор.
- Леоновцы — хутор[2].
- Нивки — хутор.
- Подгорные — хутор[3].
- Рутковщина — хутор[2].
- Янковщина — деревня.

## Культура
- Музейный уголок "Мацейкавы рамёствы" в д. Перебродье

## Достопримечательность
- Усадьба, конец XIX - начало XX в. в д. Каменполье
- Усадебно-парковый комплекс, 1810 - 1820 гг. в д. Дедино
- Успенская церковь, начало XX в. в д. Нивники
- Гидрологический заказник республиканского значения "Болото Мох"
- "Волчья гора" — наивысший пункт Браславской гряды. Расположен на границе с Браславским районом. Является также наивысшей точкой Миорского района